# پیمان توردسییاس
پیمان تُرْدْسییاس (یا تردسییاس) (پرتغالی: Tratado de Tordesilhas, اسپانیایی: Tratado de Tordesillas‎) که در ۷ ژوئن ۱۴۹۴ در تردسییاس به امضا رسید و در ستوبال، پرتغال رسمیت یافت، سرزمین‌هایی را که به تازگی خارج از اروپا کشف شده بودند را بین پرتغال و پادشاهی کاستیل (اسپانیا) تقسیم کرد. حد فاصل این تقسیم‌بندی نصف‌النهار ۳۷۰ لیگ، در باختر جزایر کیپ ورد، خارج از سواحل غربی آفریقا بود. این خط مرزی تقریباً میان جزایر کیپ ورد و جزایری بود که کریستوفر کلمبوس در سفر نخست خود به نام پادشاهی کاستیل و لئون درآورد و در پیمان به آن‌ها نام سیپانگو و آنتیلیا (کوبا و هیسپانیولا) داده شد.
سرزمین‌های شرقی به پرتغال و سرزمین‌های غربی به کاستیل می‌رسیدند. این پیمان در ۲ ژوئیه ۱۴۹۴ به امضای اسپانیا و در ۵ سپتامبر ۱۴۹۴ به امضای پرتغال رسید. سمت دیگر جهان چند دهه بعد توسط پیمان ساراگوسا تقسیم شد. این پیمان که در ۲۲ آوریل ۱۵۲۹ به امضا رسید نصف‌النهار ۱۸۰ درجه را به خط مرزی موجود در پیمان تردسییاس افزود. نسخهٔ اصلی هر دو پیمان در بایگانی عمومی هند شرقی در اسپانیا و در بایگانی ملی توردوتومبو در پرتغال نگهداری می‌شود.
این پیمان با وجود عدم توجه شدید به جغرافیای دنیای جدید به نیکی توسط اسپانیا و پرتغال مراعات می‌شد. همچنین این پیمان همهٔ دیگر قدرت‌های اروپایی را نادیده می‌گرفت. این کشورها به‌ویژه کشورهایی که بعدها پروتستان شدند، عموماً پیمان تردسییاس را نادیده گرفتند.

## امضا و اجرا

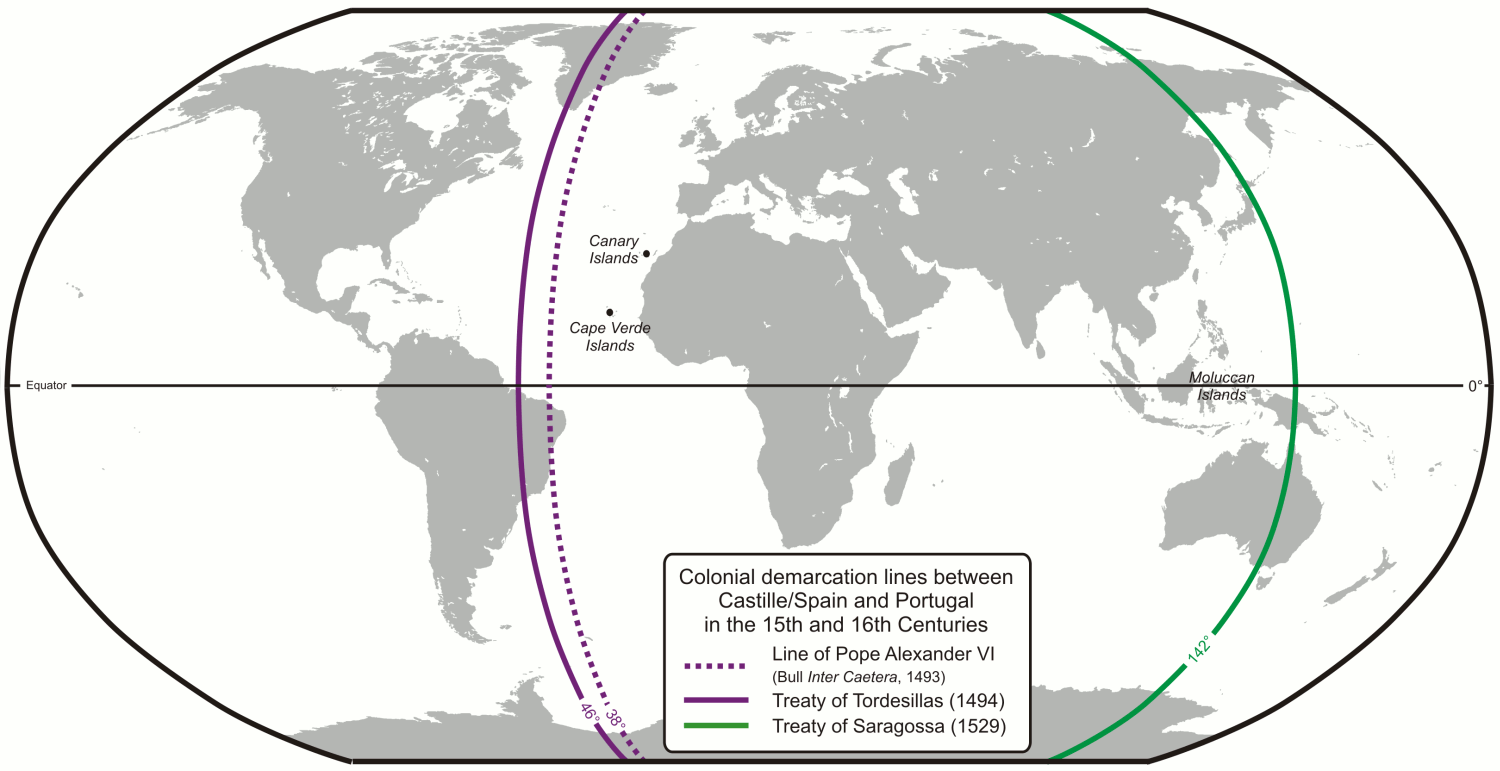
خطوطی که دنیای غیرمسیحی را بین کاستیل و پرتغال تقسیم می‌کردند: نصف‌النهار تردسییاس در ۱۴۹۴ (خط زرشکی) و نصف‌النهار ۱۸۰ درجه با پیمان ساراگوسا (خط سبز)

پیمان تردسییاس به منظور پایان دادن به مشاجراتی بود که در پی بازگشت کریستوفر کلمبوس و افرادش از سفرهایی که برای خاندان کاستیل اسپانیا انجام می‌داد به امضا رسید. او در راه بازگشت نخست به لیسبون پرتغال رسید. او در آن‌جا تقاضای ملاقات با شاه ژوا دوم را کرد تا سرزمین‌های تازه‌کشف‌کردهٔ خود را به او معرفی کند.
پس از آن که شاه پرتغال از پشتیبانی مالی کاستیل از سفرهای کلمبوس آگاه شد نامه‌ای تهدیدآمیز به فرمانروایان کاتولیک فرستاد و در آن به پیمان آلکاچواس اشاره کرد. این پیمان در سال ۱۴۷۹ امضا و در ۱۴۸۱ با اعلامیهٔ پاپی به نام آترنی رگیس تأیید شده بود. طبق این پیمان تمام سرزمین‌های جنوب جزایر قناری به پرتغال تعلق داشتند و در نتیجه وی به شاه کاستیلی اعلام کرد که تمام کشفیات کلمبوس متعلق به پرتغال هستند. همچنین شاه پرتغالی در نامهٔ خود نوشت که او در حال آماده‌سازی یک ناوگان دریایی (به فرماندهی فرانسیسکو د آلمیدا) است تا به زودی برای تصرف سرزمین‌های تازه حرکت کند. فرمانروای کاتولیک پس از خواندن نامه به این نتیجه رسید که کاستیل نیروی نظامی کافی برای رویارویی با پرتغال را ندارد. در نتیجه راه دیپلماسی را پیش گرفت. در ۴ مه ۱۴۹۳ پاپ الکساندر ششم (رودریگو بورگیا) که در اصل یک آراگونی از والنسیا بود، اعلامیه‌ای پاپی به نام اینتر کاترا صادر کرد که طبق آن همهٔ سرزمین‌های غرب و جنوب از خط قطب تا قطب ۱۰۰ لیگ از غرب و جنوب هر جزیره‌ای از آزور یا جزایر کیپ ورد، متعلق به کاستیل خواهند بود. با این حال سرزمین‌های تحت فرمان کاتولیک تا کریسمس ۱۴۹۲ دست‌نخورده باقی خواهند ماند. این اعلامیه هیچ اسمی از پرتغال یا سرزمین‌های آن نیاورده بود در نتیجه پرتغال نمی‌توانست سرزمین‌های تازه‌کشف‌شده را حتی اگر در سمت شرقی خط بودند به نام خود درآورد. اعلامیهٔ دیگری با عنوان دودوم سیکویدوم توسط پاپ صادر شد که طبق آن همهٔ خشکی‌ها و جزایر «که زمانی یا اکنون متعلق به هند بوده‌اند» به اسپانیا می‌رسیدند حتی اگر در شرق خط باشند.
شاه ژوا دوم پرتغال از این قرارها ناخشنود بود زیرا بدین ترتیب سرزمین‌های کمی را به دست می‌آورد. او علی‌رغم نقشه‌اش برای فتح هند دیگر نمی‌توانست آن را به دست آورد. در ۱۴۹۳ کاشفان پرتغالی به جنوبی‌ترین نقطه آفریقا یعنی دماغه امید نیک رسیدند. بعید بود که پرتغالی‌ها با جزایری که کلمبوس با آن‌ها مواجه شده بود وارد جنگ شوند اما ذکر نام هند در اعلامیه‌های پاپ مسئلهٔ مهمی بود. از آنجا که پاپ تغییری در اعلامیه نداده بود، شاه پرتغالی برای انتقال خط به غرب و دریافت اجازه برای به دست آوردن مالکیت سرزمین‌های جدید در شرق خط وارد گفتگو با شاه فرناندوی دوم، پادشاه آراگون و ایزابل یکم، ملکه کاستیا شد. در این مذاکرات ژوا قبول کرد تا اینتر کاترا مبنای گفتگوها باشد اما خط باید ۲۷۰ لیگ به غرب برود تا راه پرتغال تا پایین ساحل آفریقا حفظ شود و حق تملک سرزمین‌هایی که اکنون مشتمل بر ربع شرقی برزیل هستند را به دست آورَد. بنابر تحلیل یکی از مورخان «هر دو طرف باید می‌دانستند که چنین مرز مبهمی نمی‌تواند دقیقاً مشخص شود و هر کدام فکر می‌کردند دیگری را فریفته‌اند. [ژوا فکر می‌کرد] این موفقیتی دیپلماتیک برای پرتغال است و به پرتغالی‌ها نه تنها حق دستیابی به هند بلکه بیشتر سرزمین‌های جنوب آتلانتیک را داده‌است».
این پیمان در عمل با اعلامیه پاپ الکساندر ششم تعارض داشت اما کمی بعد پاپ ژولیوس دوم با فرمانی به نام Ea quae pro bono pacis مورخ ۲۴ ژانویه ۱۵۰۶ آن را تأیید کرد. هر چند این پیمان بدون مشورت پاپ منعقد شده بود اما منابعی هستند که خط مرزی نهایی را «خط‌گذاری پاپ» می‌دانند.
بخش بسیار اندکی از مناطق تقسیم‌شده توسط اروپایی‌ها دیده شده بود زیرا تقسیم‌بندی‌ها تنها روی کاغذ و در قالب پیمان بودند. سرزمین‌هایی که کاستیل به دست آورد تقریباً شامل تمام قاره آمریکا می‌شدند که در سال ۱۴۹۴ ثروت اثبات‌شدهٔ بسیار اندکی داشتند. شرقی‌ترین بخش برزیل هنگامی که پدرو آلوارز کابرال در ۱۵۰۰ میلادی به قصد تسخیر هند به آن‌جا رسید به پرتغال اعطا شد. برخی تاریخ‌نگاران بر این باورند که پرتغالی‌ها از خشکی‌های جنوب قاره آمریکا که بخش اعظم برزیل را تشکیل می‌دهد اطلاع داشتند و از این رو باید گفت که این کشف تصادفی نبوده‌است. یک مورخ به این نکته اشاره می‌کند که ورود کابرال به ساحل برزیل ۱۲ درجه جنوبی‌تر از مقصد آن‌ها یعنی کیپ سائو روک بعید است که به دلیل «هوای بد یا اشتباهات ناوبری بوده باشد بلکه به احتمال زیاد به کابرال در مورد این موقعیت آموزش‌هایی داده شده بود تا به دنبال ساحلی باشد که وجود آن نه تنها مورد تردید نبود بلکه کاملاً از وجود آن اطلاع داشتند.»
خط موردِ توافق خیلی هم دقیق پیاده نشد. اسپانیایی‌ها جلوی گسترش پرتغالی‌ها در برزیل را نگرفتند. با این حال فرمانروایان کاتولیک تلاش کردند با این ادعا که خط نصف‌النهار دور دنیا می‌گردد و کل جهان (و نه فقط اقیانوس اطلس) را به دو بخش تقسیم می‌کند از پیشروی پرتغالی‌ها در آسیا جلوگیری کنند. اما پرتغالی‌ها بی‌کار ننشستند و در پی دریافت اعلامیه‌ای پاپی برای محدود کردن خط نصف‌النهار به اقیانوس اطلس برآمدند. آرزوی آن‌ها در سال ۱۵۱۴ با اعلامیهٔ Praecelsae devotionis توسط پاپ لئون دهم که رویکرد دوستانه‌ای نسبت به اکتشافات آن‌ها داشت برآورده شد.
پیمان تردسییاس در میان سال‌های ۱۵۸۰ تا ۱۶۴۰ بی‌معنی شد زیرا شاه اسپانیا، شاه پرتغال نیز شد. این وضعیت با پیمان مادرید در ۱۷۵۰ تغییر کرد و پرتغال کنترل خود بر سرزمین‌های آمریکای جنوبی را بازیافت. با این حال پیمان اخیر به سرعت توسط فرمانروای کاتولیک فسخ شد. سپس پیمان سن ایلدفونسو مشکلات را به پایان رساند به این شکل که اسپانیا مالک سرزمین‌های شرق رود اروگوئه شد و پرتغال سرزمین‌های حوزه آمازون را به دست آورد. قدرت‌های دریاییِ نوظهورِ پروتستان به‌ویژه انگلستان و هلند و دیگر کشورهای کاتولیک نظیر فرانسه تقسیم جهان تنها بین دو کشور کاتولیک توسط پاپ را به رسمیت نشناختند.

## تأثیر بر سایر قدرت‌های اروپایی
پیمان تردسییاس در تقسیم آمریکای لاتین و تثبیت جایگاه اسپانیا در غرب اقیانوس آرام دارای اهمیت بود. با این حال، به سرعت در آمریکای شمالی و بعداً در آسیا و آفریقا منسوخ شد و بر استعمار تأثیر گذاشت. این پیمان به مرور توسط سایر ملل اروپایی نادیده گرفته شد و با افول قدرت اسپانیا و پرتغال برای سایر کشورهای اروپایی با پشتوانه کافی، امکان استعمار سرزمین‌های آزاد یا ادعاهای ضعیف لیسبون یا مادرید فراهم شد.

## ادعاهای امروزی
کشور شیلی در قرن بیستم با استناد به پیمان تردسییاس از قلمرو خود در جنوبگان دفاع کرد. اندونزی نیز مالکیت گینه نو هلند را بر همین اساس در سال ۱۹۶۲ دریافت کرد. یکی از دلایل ادعای آرژانتین بر جزایر فالکلند نیز همین پیمان بود.